# Humboldt-Großohrfledermaus

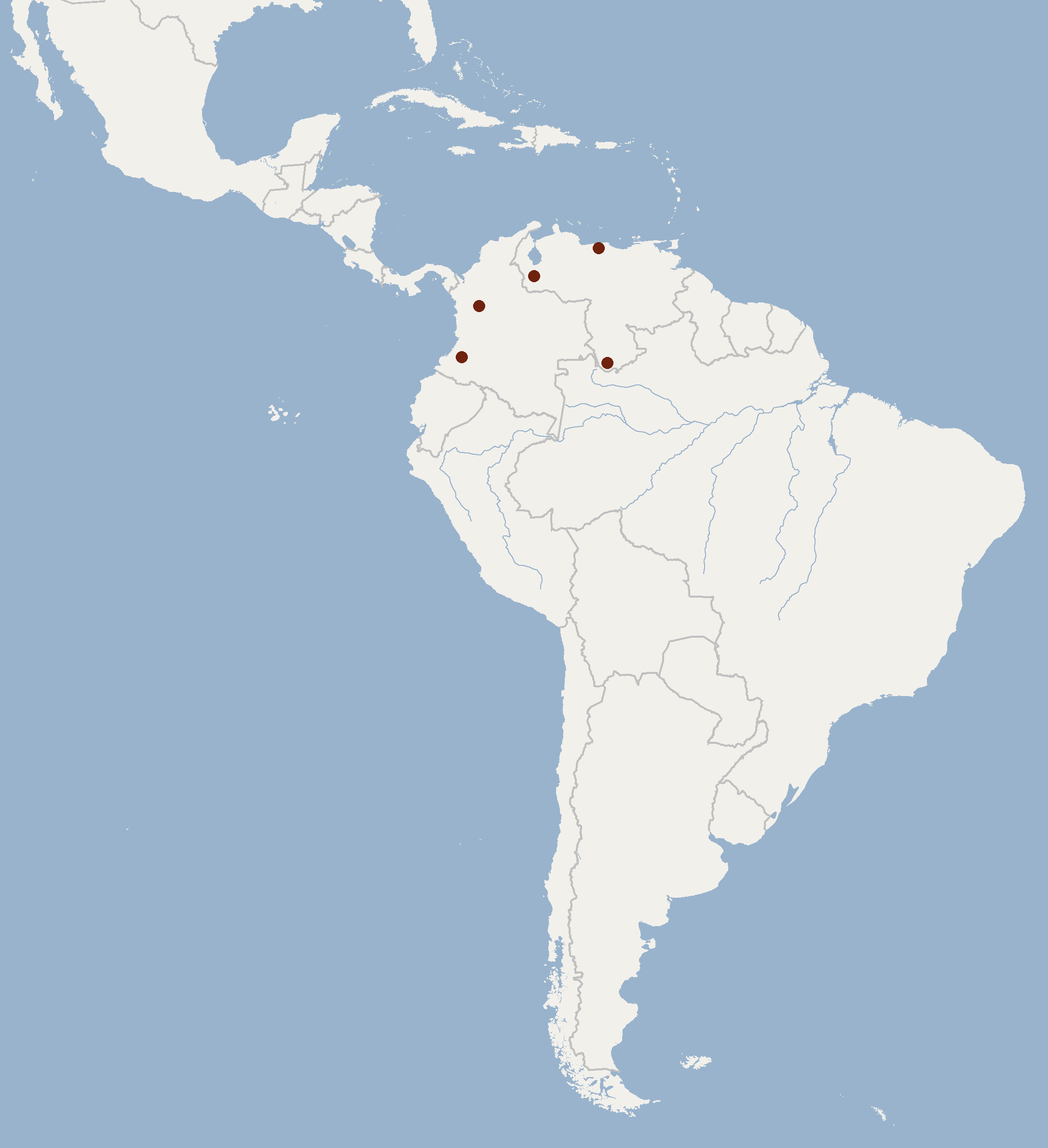
Verschiedene Fundorte der Humboldt-Großohrfledermaus

Die Humboldt-Großohrfledermaus (Histiotus humboldti) ist ein im nördlichen Südamerika verbreitetes Fledertier in der Familie der Glattnasen. Das Typusexemplar stammt aus der Umgebung von Venezuelas Hauptstadt Caracas. Die Art ist nach dem deutschen Naturforscher Alexander von Humboldt benannt.

## Merkmale
Dieser kleine Vertreter der Gattung Großohrfledermäuse ist ohne Schwanz 54 bis 59 mm lang, die Schwanzlänge liegt bei 47 bis 56 mm und das Gewicht variiert zwischen 9 und 12 g. Die Art hat 44 bis 49 mm lange Unterarme, Ohren von 28 bis 32 mm Länge und 8 bis 11 mm lange Hinterfüße. Oberseits sind die Haare schwarz an den Wurzeln und lohfarben bis hellbraun an den Spitzen, was ein bräunliches Aussehen erzeugt. Auf der Unterseite sind die Haare dunkel an der Basis und gelbbraun an den Spitzen. Namensgebend sind die auffällig großen Ohren mit kurzem Tragus. Weitere Kennzeichen sind die weniger robusten Zähne. Wie bei allen Großohrfledermäusen lautet die Zahnformel I 2/3, C 1/1, P 1/2, M 3/3, was 32 Zähne im Gebiss ergibt.

## Verbreitung und Lebensweise
Populationen dieser Fledermaus leben im Norden Venezuelas, im Grenzgebiet zwischen Venezuela und Brasilien sowie in Gebirgen in Kolumbien. Die Humboldt-Großohrfledermaus hält sich zwischen 1500 und 2600 Meter Höhe auf. Sie bewohnt Wolken- und Nebelwälder, andere Bergwälder und die Hochlandsteppe Páramo. Die Art besucht Plantagen mit Eukalyptusbäumen.
Die Exemplare jagen Insekten. Ein Weibchen in Kolumbien war Ende Januar und Anfang Februar trächtig. Weitere Aspekte des Verhaltens entsprechen vermutlich den anderen Gattungsmitgliedern.

## Gefährdung
Es liegen keine Angaben zu möglichen Bedrohungen und zur Populationsgröße dieser seltenen Fledermaus vor. Die IUCN listet sie mit unzureichende Datenlage (data deficient).